# Сквозные ранения
«Сквозные ранения» (англ. Exit Wounds) — кинофильм 2001 года, боевик.

## Сюжет
Детройтский полицейский Орион Бойд, чья непримиримая позиция в борьбе с терроризмом создаёт ему кучу проблем, объединяет свои усилия с криминальным авторитетом Лэтреллом Уокером, чтобы пресечь разгул беззакония в самом преступном районе Детройта.

## В ролях
| Актёр           | Роль           |
| --------------- | -------------- |
| Стивен Сигал    | Орин Бойд      |
| DMX             | Лэтрелл Уолкер |
| Исайя Вашингтон | Джордж Кларк   |
| Энтони Андерсон | Ти Кей Джонсон |
| Майкл Джей Уайт | Льюис Стратт   |
| Билл Дьюк       | шеф Хингес     |
| Джилл Хеннесси  | Аннетт Мулкахи |
| Том Арнольд     | Генри Уэйн     |
| Брюс Макгилл    | Фрэнк Дэниэлс  |
| Давид Вадим     | Мэт Монтини    |
| Ева Мендес      | Триш           |
| Drag-On         | Шон Роллинс    |

## Саундтрек
1. «No Sunshine» (DMX)
2. «State of State» (Black Child & Ja Rule)
3. «Gangsta Tears» (Nas)
4. «We Got» (Trick Daddy & Trina)
5. «Party» (Sincere & Timbaland)
6. «It’s on Me» (Ideal)
7. «They Don’t Fuck Wit U» (Three 6 Mafia & Project Pat)
8. «Walk With Me» (DMX & Big Stan)
9. «1-2-3» (Memphis Bleek)
10. «Bust Your Gun» (The L.O.X.)
11. «Steady Grinding» (Mack 10 & Cash Money Millionaires)
12. «Incense Burning» (Playa)
13. «Off da Chain Daddy» (Drag-On)
14. «Hell Yeah» (Remix) (Outsiderz 4 Life)
15. «Hey Ladies» (Redman & Lady Luck)
16. «Fo’ All Y’all» (Caviar & WC)
17. «Dog 4 Life» (Iceberg)

## Места съёмок
Действие картины происходит в Детройте, хотя многие несоответствия очевидно демонстрируют, что большая часть фильма была снята в канадских городах Торонто, Гамильтон и Калгари.

## Несчастные случаи во время съёмок
Каскадёр Крис Леймон умер от черепно-мозговой травмы 23 августа 2000 года, спустя шесть дней после неправильно выполненного трюка во время съёмки сцены погони на фургоне в Гамильтоне: фургон буксировался вдоль улицы вверх колёсами, во время съёмки сцены преследования. Леймон и другой каскадёр, Том Шрёдер, как предполагалось, ехали благополучно, но в итоге оба получили травмы. Леймон ударился головой, что стало в итоге причиной его смерти. Шрёдер получил сотрясение мозга в том же эпизоде.